# Stade Lausanne
Cet article concerne le club omnisports. Pour le club de football, voir Football Club Stade Lausanne Ouchy.
Le Stade Lausanne est un club omnisports basé à Lausanne dans le canton de Vaud en Suisse. 